# Dasychira orgyioides
Dasychira orgyioides är en fjärilsart som beskrevs av Aurivillius 1925. Dasychira orgyioides ingår i släktet Dasychira och familjen tofsspinnare. Inga underarter finns listade i Catalogue of Life.